# Bogdanci
Bogdanci (en macédonien : Богданци ) est une commune et une ville du sud-est de la Macédoine du Nord. La commune comptait 7 339 habitants en 2021 et s'étend sur 819,45 km2. La ville en elle-même comptait alors 5 244 habitants, le reste de la population étant réparti dans les villages alentour. 
Bogdanci se trouve entre Gevgelija, principal point de passage entre la Grèce et la Macédoine du Nord, et la petite ville de Dojran, connue pour son lac. Son territoire est limitrophe de ceux des communes macédoniennes de Gevgelija, Valandovo et Dojran ainsi que de la Grèce.

## Géographie
La commune de Bogdanci s'étend sur des petites vallées et des collines, dont la plus haute fait 697 mètres d'altitude. La limite occidentale de la commune est formée par le Vardar, le principal cours d'eau macédonien. Bogdanci compte aussi d'autres rivières, mais elles sont petites et souvent sèches en été. Bogdanci jouit d'un climat méditerranéen à influences continentales, ce qui apporte des étés chauds et des hivers plutôt froids. Les forêts, pauvres, couvrent 3 457 hectares, tandis que les terres cultivées, 10 652 hectares. Ces dernières comprennent surtout des champs de culture, mais aussi des vignes et des vergers.
En plus de la ville de Bogdanci, la commune comprend les villages de Ǵavato, Selemli et Stoyakovo.

## Administration
La commune est administrée par un conseil municipal élu au suffrage universel tous les quatre ans. Il adopte les plans d'urbanisme, accorde les permis de construire, planifie le développement économique local, protège l'environnement, prend des initiatives culturelles et supervise l'enseignement primaire. Il compte 11 conseillers municipaux.
Le pouvoir exécutif est détenu par le maire, lui aussi élu au suffrage universel. Depuis 2017, le maire de Bogdanci est Blaže Šapov, membre de l'Union sociale-démocrate de Macédoine.

## Démographie
Lors du recensement de 2002, la commune comptait :
- Macédoniens : 8 149 (92,95 %)
- Serbes : 468 (6,03 %)
- Turcs : 54 (0,62 %)
- Valaques : 3 (0,06 %)
- Albanais : 1 (0,01 %)
- Roms : 1 (0,01 %)
- Autres : 31 (0,31 %)